# Intermountain Healthcare

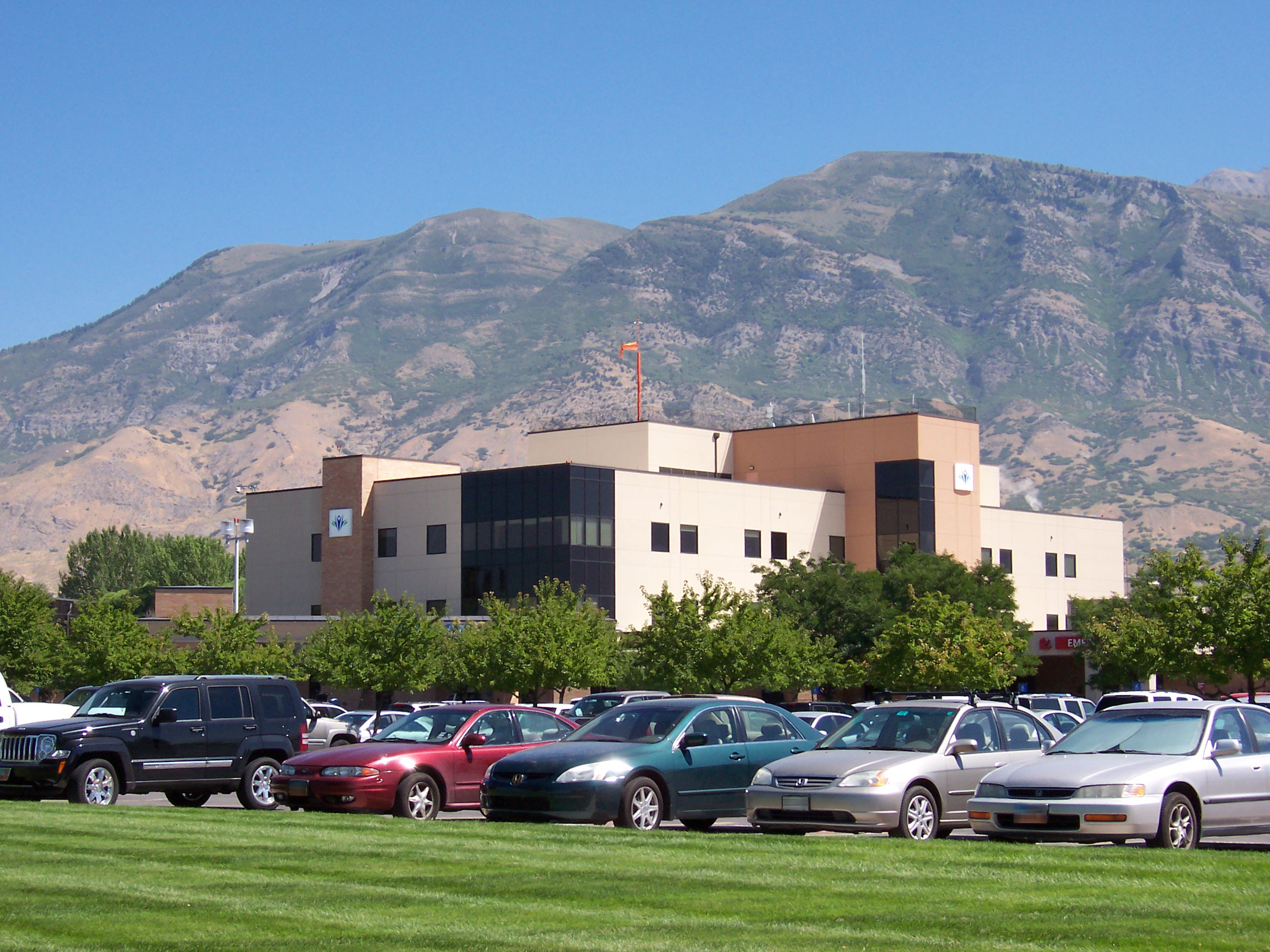
Ein Krankenhaus von Intermountain Healthcare in American Fork, Utah

Intermountain Healthcare ist ein im Westen der Vereinigten Staaten tätiger Anbieter von Dienstleistungen im Bereich des Gesundheitswesens. Das Unternehmen hat seinen Sitz in Salt Lake City und entstand 1975 als Verbund der zum damaligen Zeitpunkt 15 Krankenhäuser, die sich bis dahin in Trägerschaft der Kirche Jesu Christi der Heiligen der Letzten Tage befunden hatten. Es ist nicht gewinnorientiert und als gemeinnützig nach Abschnitt 501(c)(3) des Internal Revenue Code anerkannt.
Zum Verbund von Intermountain Healthcare gehören in den Bundesstaaten Utah und Idaho 22 Krankenhäuser mit insgesamt rund 2.500 Betten sowie 185 Ärztehäuser beziehungsweise Polikliniken. Des Weiteren betreibt das Unternehmen unter dem Namen Life Flight eine Abteilung für Luftrettung mit fünf Hubschraubern und drei Flugzeugen sowie unter dem Namen SelectHealth ein Krankenversicherungsprogramm mit rund 600.000 Mitgliedern.
Im Jahr 2013 wurden rund 33.000 Mitarbeiter beschäftigt. Die Einnahmen und Ausgaben betrugen etwa 5,4 Milliarden US-Dollar, darunter rund 250 Millionen US-Dollar an wohltätigen Leistungen für Patienten mit geringem Einkommen oder fehlender Krankenversicherung.